# Sanremo Tennis Cup 2006
Il Sanremo Tennis Cup 2006 è stato un torneo di tennis facente parte della categoria ATP Challenger Series nell'ambito dell'ATP Challenger Series 2006. Il torneo si è giocato a Sanremo in Italia dal 15 al 21 maggio 2006 su campi in terra rossa.

## Vincitori

### Singolare
Olivier Patience ha battuto in finale  Stefano Galvani con il punteggio di 6–2, 4–6, 7–6(8)

### Doppio
Julien Benneteau /  Nicolas Mahut hanno battuto in finale  Flavio Cipolla /  Francesco Piccari 6–4, 7–6(6)